# Psectrocladius nivalis
Psectrocladius nivalis är en tvåvingeart som beskrevs av Jean-Jacques Kieffer 1924. Psectrocladius nivalis ingår i släktet Psectrocladius och familjen fjädermyggor.
Artens utbredningsområde är Tyskland. Inga underarter finns listade i Catalogue of Life.